# Creu de Marqueixanes
La Creu de Marqueixanes és una collada situada a 1.312,1 metres d'altitud en el lloc on es troben els termes comunals de Mosset i de Rabollet, el primer de la comarca del Conflent, a la Catalunya del Nord, i el segon a la Fenolleda, a Occitània. És un dels límits septentrionals dels Països Catalans. És situat a prop a ponent del Roc de les Quaranta Creus, al nord-est del terme de Mosset i al nord d'aquest poble. És al sud-oest del terme de Rabollet.